# Mister Internacional 2014
Mister International 2014 foi a 15ª edição do tradicional concurso de beleza masculino de Mister International. O evento foi realizado na cidade de Ansan, litoral da Coreia do Sul com 29 candidatos de diversas partes do mundo.  Uma jornalista sul-coreana apresentou o evento, que durou aproximadamente duas horas sem performances musicais. O público local assitiu o concurso direto do Grand Ballroom dentro do Hotel Inter-Burgo.  O venezuelano José Paredes passou a faixa ao seu sucessor no final da disputa, que não foi televisionada.

## Resultados

### Colocações
| Posição                 | País e Candidato |
| Vencedor                | - Filipinas - Neil Perez |
| 2º. Lugar               | - Líbano - Rabih El Zein |
| 3º. Lugar               | - República Checa - Tomáš Dumbrovský |
| 4º. Lugar               | - Polônia - Rafał Maślak |
| 5º. Lugar               | - Eslovênia - Mitja Nadižar |
| (TOP 10) Semifinalistas | - Brasil - Matheus Martins - Coreia do Sul - Youngho Park - Japão - Masakazu Hashimoto - México - Alejandro Valencia - Tailândia - Wittawat Srikes |
| (TOP 15) Semifinalistas | - Colômbia - David Angel - Guão - Richard Johnson - Indonésia - Kevin Hendrawan - Myanmar - Aung Chan Mya - Porto Rico - Christian Ortiz           |

### Prêmios Especiais
- Foram entregues os seguintes prêmios especiais este ano:

| Prêmio               | País e Candidato               |
| Mister Simpatia      | - Colômbia - David Angel       |
| Mister Fotogenia     | - Japão - Masakazu Hashimoto   |
| Melhor Traje Típico  | - China - Shi Yu Quan          |
| Mister Mais Estiloso | - Coreia do Sul - Youngho Park |

### Ordem dos Anúncios
| 1. Líbano 2. Colômbia 3. Polônia 4. Coreia do Sul 5. Eslovênia 6. Myanmar 7. Filipinas 8. Japão 9. Brasil 10. Indonésia 11. Porto Rico 12. México 13. Guam 14. Tailândia 15. República Checa | 1. Polônia 2. México 3. República Checa 4. Brasil 5. Tailândia 6. Líbano 7. Coreia do Sul 8. Eslovênia 9. Japão 10. Filipinas | 1. República Checa 2. Eslovênia 3. Filipinas 4. Líbano 5. Polônia |  |

## Problemas
Alguns candidatos nacionais tiveram que desistir ou ainda ficaram na esper pela reposição de uma possível perda de bilhetes aéreos, devido a alterações no prazo do concurso. Além disso, os representantes da Bolívia, Chile, Costa Rica, República Dominicana, El Salvador, Eslovênia, Espanha, França, Haiti, Holanda, Honduras, Nicarágua, Panamá e Porto Rico passaram por esta mesma situação e esperavam que a organização coreana enviasse os bilhetes até o último momento. 
Os aspirantes do Chile, Costa Rica, Haiti e Nicarágua, além de Venezuela, haviam anunciado que eles preferiram participar na próxima edição para adquirir melhor experiência e que não gostariam de chegar em cima da data final da celebração, visto que receberiam os bilhetes apenas dois dias antes da final. 
Vale ressaltar que a organização "Mister International" liderada por Alan Sim durante 9 anos e com sede em Singapura, tem sido sempre uma organização impecável e muito profissional, mas o problema escapou das suas mãos, o certame foi confiado este ano para Diretor da Coreia do Sul, que, em última análise teve que responder satisfatoriamente ao Sr. Sim todos os contratempos causados pela mais prestigiada competição do mundo masculino. 

## Candidatos
Todos que disputaram a competição: 
| - Austrália - Marco Sepulveda - Azerbaijão - Ali Zahirli - Bahamas - Kenneth Kerr - Brasil - Matheus Martins - Canadá - Dan Marana - China - Shi Yu Quan - Colômbia - David Angel - Coreia do Sul - Youngho Park - Equador - Eli Nycolas Lopez - Eslovênia - Mitja Nadižar - Filipinas - Neil Perez - Grécia - Konstantinos Giagmouris - Guam - Richard Johnson - Índia - Parmeet Wahi - Indonésia - Kevin Hendrawan | - Japão - Masakazu Hashimoto - Líbano - Rabih El Zein - Malásia - CJ Lee - México - Alejandro Valencia - Myanmar - Aung Chan Mya - Polônia - Rafał Maślak - Porto Rico - Christian Ortiz - República Checa - Tomáš Dumbrovský - Rússia - Arseniy Potorchin - Singapura - Andy Wong - Sri Lanka - Tharshan Thiyagarajah - Tailândia - Wittawat Srikes - Turquia - Eray Aydos - Ucrânia - Bogdan Iusypchuk |

## Histórico
| - Argentina - Daniel Cajiao - Camboja - Kosal Touch - Estados Unidos - Andrew Caban - Letônia - Kirstaps Vilde - Quirguistão - Ilias Urmat - Macau - Elvis Chan - Nepal - Subarna Khadka - Nigéria - Izuchukwu Anoliefo - Nova Zelândia - Dylan Brown - Suíça - Frédéric Marini - Vietnã - Tri Nguyen Duc - Alemanha - Matthias Kultscher - Bélgica - Fabio Ronti - Bolívia - Alejandro Ávila - Chile - Cristóbal Álvarez - Costa Rica - Bryan Mora - El Salvador - Elman Rivera - Espanha - David Martínez - França - Bryan Weber - Guatemala - José María Ucelo - Haiti - Noel Guidson - Países Baixos - Michael Van den Berg - Honduras - Kilber Gutiérrez - Nicarágua - Edson Bonilla - Panamá - Arian López - Peru - Bruno Zelada - República Dominicana - Giuseppe Paulino - Venezuela - Yarnaldo Morales | Competiu pela última vez em 2009: - Polônia Competiram pela última vez em 2010: - Azerbaijão - Equador Competiram pela última vez em 2012: - Bahamas - Ucrânia - Guam - Japão - Myanmar - África do Sul - Itália - Madagascar |

## Ligações Externas
- Site do Concurso

- Página no Facebook

- Histórico no Pageantopolis (em inglês)